# Rött guld
Rött guld, rödguld, är en legering av guld med koppar och vanligen en mindre del silver och möjligen annan metall, och namnet kommer av att färgtonen är rödare än hos finguld, dvs 24 karat. Den röda färgtonen kommer av att man tillsätter koppar, ju mer koppar det finns i legeringen desto starkare blir den röda färgen och den kallas i höga halter för ”rosa guld” eller ”roséguld”. Kopparen ökar också materialets hållfasthet och användbarhet. Under antiken kunde guldet ofta få en röd ton på grund av orenheter i materialet.
Rött guld används framför allt för tillverkning av smycken. Den förekommer mest i kvaliteterna 9, 14 och 18 karat, dvs 24-delar, vilket då svarar mot 37,5 %, 58,3 % resp. 75 % guld, eller 375, 585 (sic!) resp 750 tusendelar. Lägre guldhalt kan förekomma, men får i handeln inom EU inte kallas guld.  
I Sverige finns finns sedan mycket länge en något rödare 18K-legering än många andra länder, det vill säga mer koppar i legeringen än länder på kontinenten. Den vanligaste i svenska handeln förekommande 18K-guldlegeringen, "svenskt rödguld", har guldhalt 75 %, silver 8–9 % och koppar 16–17 %, medan man i många andra länder har lika delar silver och koppar i motsvarande, vilket därför är gulare, "gult guld". För att se skillnaden mellan ett svenskt och ett importerat smycke kan man lägga ett smörpapper över smycket, färgskillnaden torde då framgå tydligt.

## Varianter
Hamilton är en färg som har mindre koppar än rödguld och är därför lite gulare. Ett flertal andra varianter förekommer, såsom det röda guldet i Peru som kan bestå av 75 % guld, 20 % koppar och 5 % silver. Internationellt är det vanligt att använda de motsatta benämningarna för 18K:
- Rött guld (red gold): 75 % guld, 25 % koppar
- Roséguld (rose gold): 75 % guld, 22,25 % koppar, 2,75 % silver
- Rosa guld (pink gold): 75 % guld, 20 % koppar, 5 % silver